# Miskolc Plaza

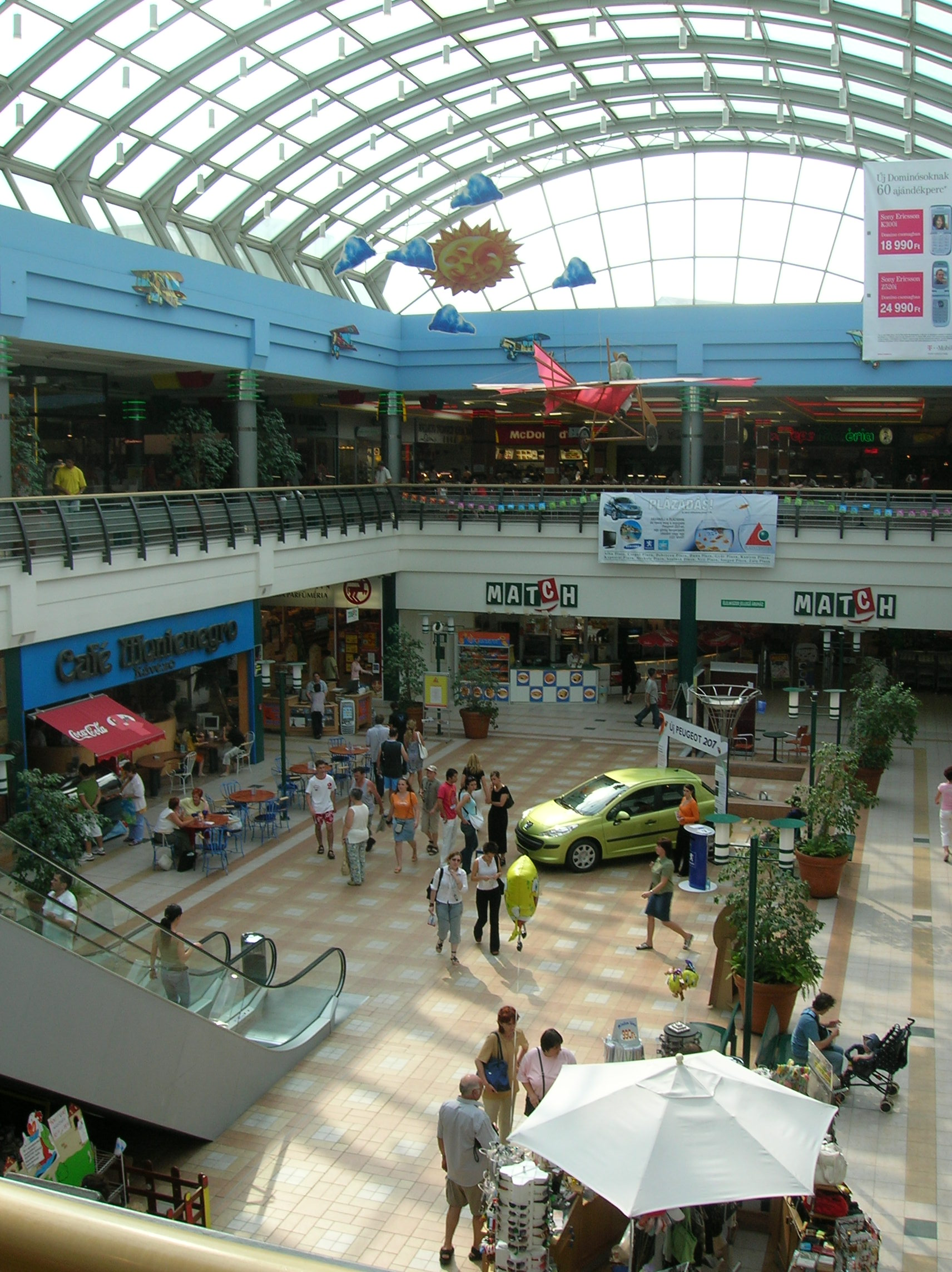
Wnętrze Miskolc Plaza

Miskolc Plaza – jedno z dwóch największych centrów handlowych w Miszkolcu, na Węgrzech. Stoi w centrum miasta, choć w przeciwieństwie do swojego głównego rywala, centrum Szinvapark, nie na ulicy Széchenyi (głównej ulicy miasta). Do wybudowania Szinvapark, Miskolc Plaza był jedynym dużym centrum handlowym w Miszkolcu, a tutejsze kino było jedynym multipleksem kinowy w mieście.
Miskolc Plaza został zbudowany przez holenderską firmę na bazie Plaza Centers, jako 9 z szesnastu centrów handlowych na Węgrzech. Centrum handlowe zostało otwarte w dniu 13 czerwca 2000. Zajmuje obszar 35 351 m². Powierzchnia najmu wynosi 14 964 m², co daje 103 punkty handlowe, w tym Cinema City (8 sal, 1406 miejsc), McDonald’s, Rossmann, T-Mobile i Pannon GSM.
Kompleks centrum składa się z trzech budynków połączonych mostami. Budynek jest dwupiętrowy, większości sklepów – w tym supermarket – znajduje się wokół dużego placu centralnego. W budynku B znajduje się kino i kilka mniejszych sklepów. Kondygnacje podziemne stanowią parkingi i pięć mniejszych sklepów otwartych od strony ulicy. Budynek C to trzykondygnacyjny parking. 
Parking może pomieścić 500 samochodów. 
Centrum odwiedziło 8 milionów użytkowników w pierwszym roku po otwarciu.

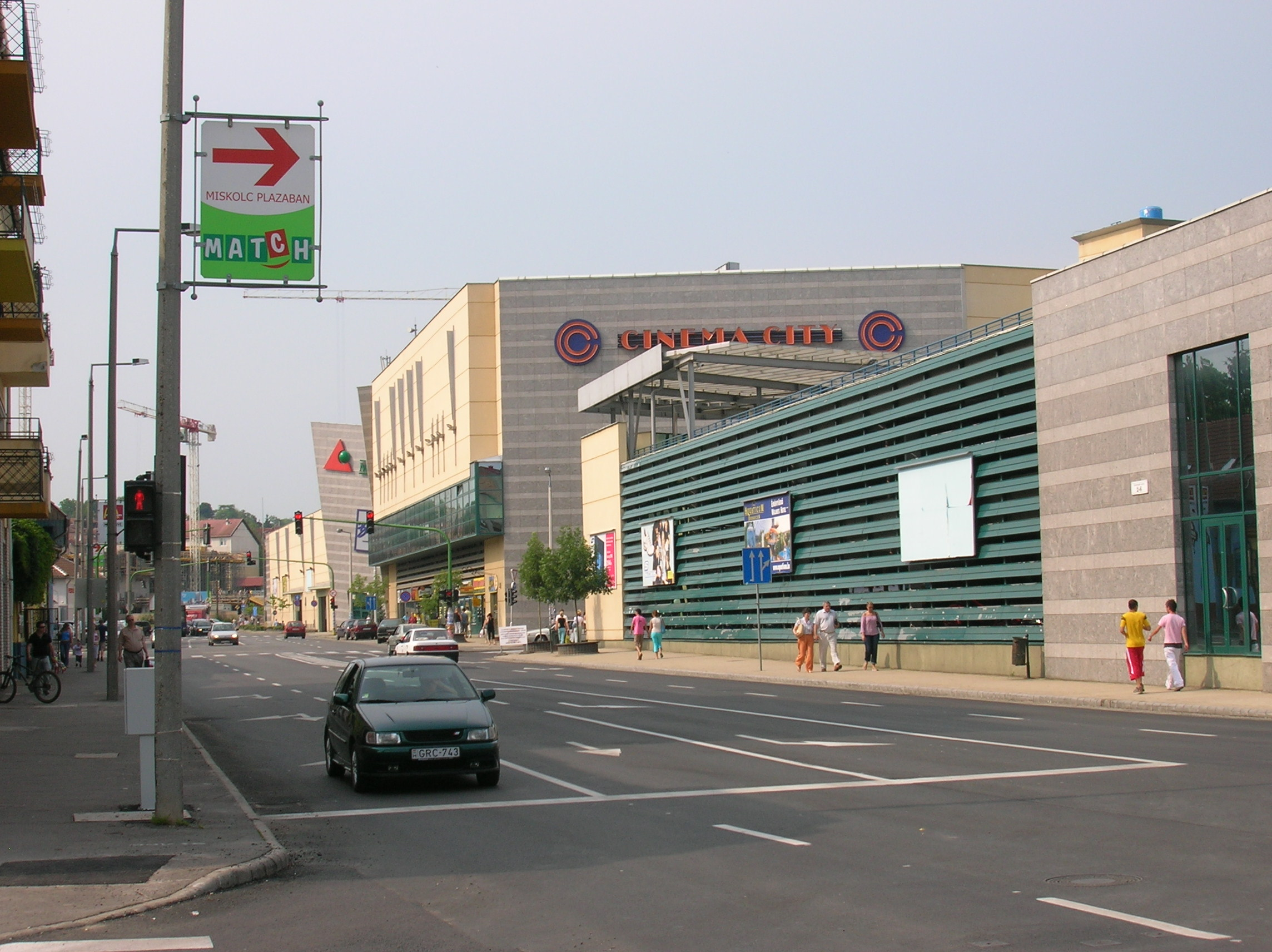
Budynek centrum
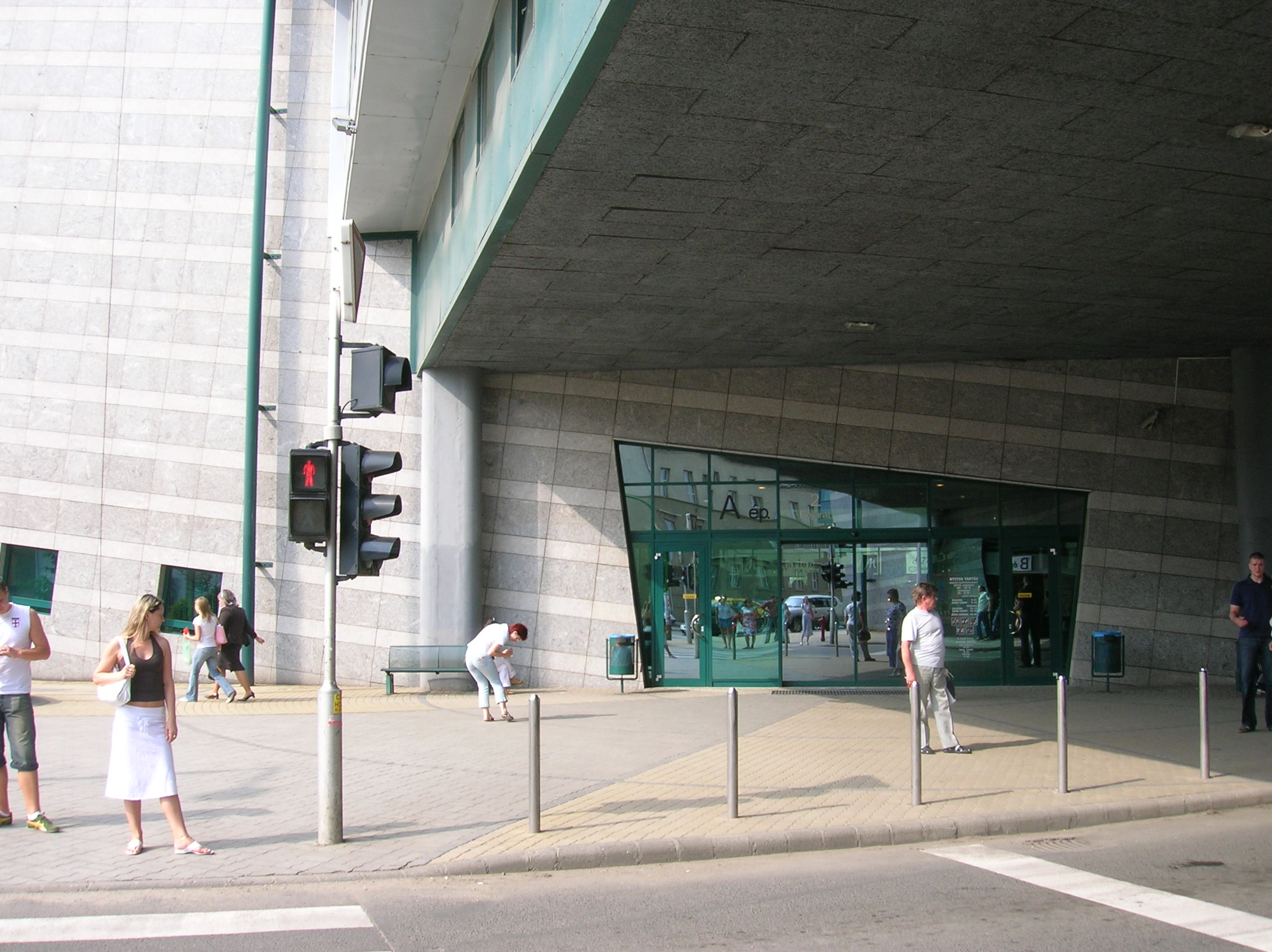
Jedno z wejść
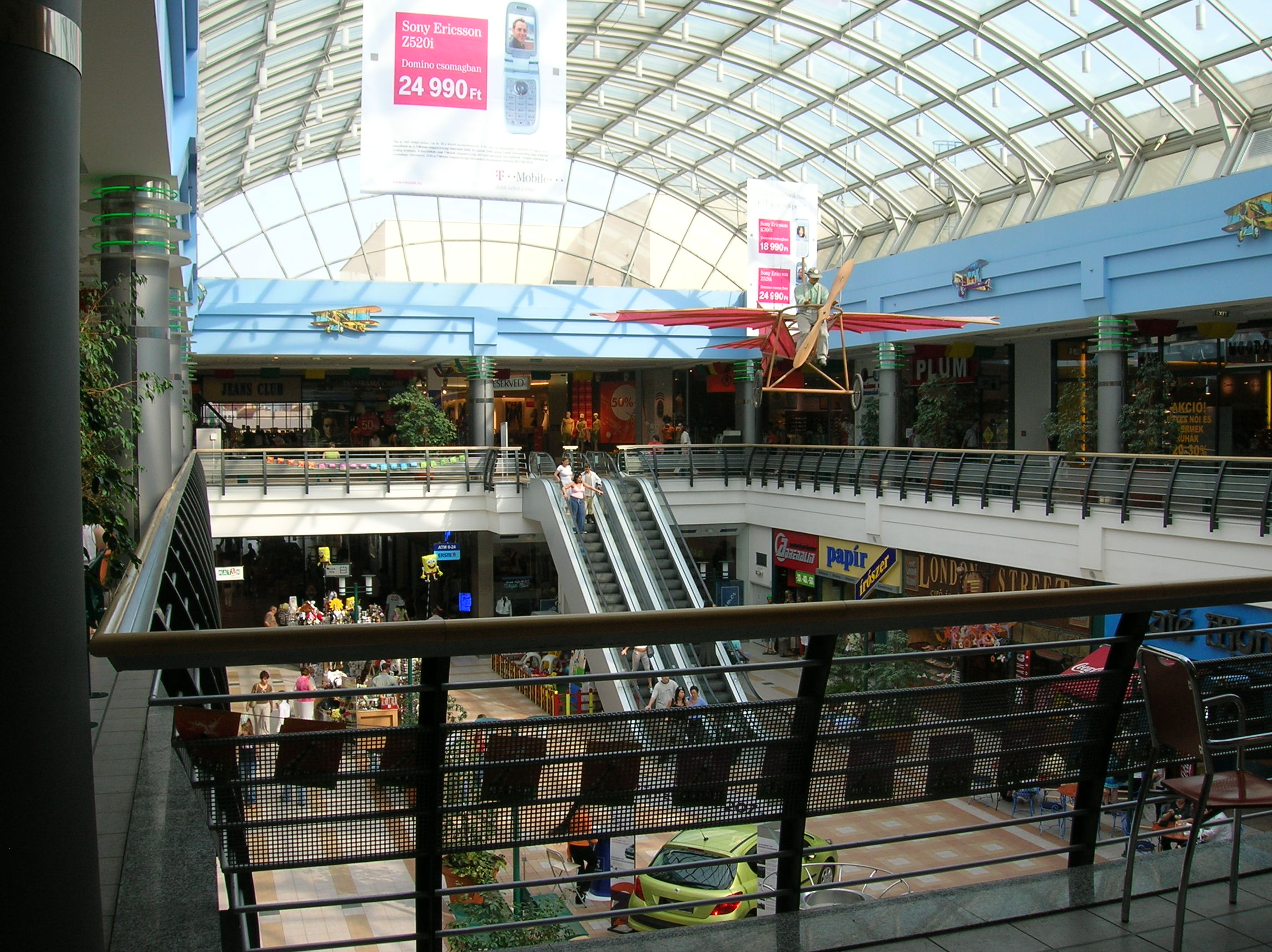
Wnętrze